# La Correspondencia de Aragón
La Correspondencia de Aragón fue un periódico español editado en Zaragoza entre 1910 y 1912.

## Historia
El diario, fundado por José García Mercadal, nació en marzo de 1910. Llevaba por subtítulo Periódico independiente de Zaragoza. Estuvo bajo la dirección inicial de García Mercadal, quien vendería el diario a Juan Andrés Palomar el 31 de octubre de ese mismo año. La Correspondencia de Aragón se convirtió en órgano del Partido Republicano Radical en Zaragoza.
Dejó de editarse el 27 de junio de 1912.